# Otus elegans
Otus elegans е вид птица от семейство Совови (Strigidae). Видът е почти застрашен от изчезване.

## Разпространение
Видът е разпространен в Китай, Филипините и Япония.